# Pirolidin
Pirolidin (tetrahidropirol) je organsko jedinjenje sa molekulskom formulom . On je ciklični sekundarni amin sa petočlanim prstenom koji sadrži četiri ugljenika i jedan azot. On je prozirna tečnost neprijatnog mirisa sličnog amonijaku i mirisu ribe.
Pirolidini se javljaju u prirodi u lišću duvana i šargarepi. Struktura pirolidinskog prstena je prisutna u brojnim prirodnim alkaloidima, kao što su nikotin i higrin. On se nalazi u mnogim lekovima, mpr. prociklidinu i bepridilu. On isto tako formira bazu za racetamska jedinjenja (npr. piracetam, aniracetam).
Pirolidinski prsten je centralna struktura aminokiselina prolina i hidroksiprolina.
U organskoj hemiji, pirolidin se koristi za aktiviranje ketona i aldehida za nukleofilnu adiciju formiranjem iminijuma. On isto tako može da pospeši aldolnu kondenzaciju ketona i aldehida formiranjem enamina.

## Spoljašnje veze
- Pirolidinski MSDS[мртва веза]